# Lisa Murkowski
Lisa Ann Murkowski (Ketchikan, Alaska, 22 mei 1957) is een Amerikaanse politica van de Republikeinse Partij. Ze is senator voor Alaska sinds 2002, ze is de eerste vrouw die voor Alaska in de Senaat is gekozen.

## Levensloop
Murkowski is een dochter van voormalig senator en gouverneur van Alaska Frank Murkowski. Ze haalde haar bachelor in de economie aan Georgetown University en een graad in de rechten aan de Willamette University College of Law in 1985.
Van 1985 tot 1998 was zij advocaat. In 1998 werd ze gekozen in het Huis van Afgevaardigden van Alaska en werd voor de periode 2003-2004 gekozen als meerderheidsleider. In december 2002 werd ze door haar vader, die verkozen was als gouverneur, gevraagd om diens vrijgekomen senaatszetel op te vullen. In 2004 werd Murkowski gekozen voor een periode van zes jaar. In 2010 verloor ze de voorverkiezingen van Tea Party-kandidaat Joe Miller. Als write-in kandidaat wist ze echter alsnog haar zetel te behouden.

## Politiek
Murkowski steunt het onderzoek naar stamcellen en is voor de mogelijkheid van abortus. Ook steunt ze hervormingen in de gezondheidszorg, omdat de uitgaven van de staat Alaska 70% hoger liggen dan het landelijk gemiddelde. Ook steunt zij de boring naar olie en exploitatie van olievelden in ANWR, een natuurgebied in het noorden van Alaska. In 2004 sprak Murkowski zich nog uit voor een amendement op de Grondwet waarin het huwelijk werd vastgelegd als iets tussen man en vrouw. Negen jaar later stelde ze dat ze van mening was veranderd en vond dat mensen van dezelfde sekse konden trouwen. Daarmee was ze  na Mark Kirk en Rob Portman de derde Republikeinse senator die op dit punt zijn of haar mening herzag.
Murkowski was in het najaar van 2018 een van de Republikeinse senatoren die dwars lag bij de benoeming van Brett Kavanaugh tot het Hooggerechtshof. Kavanaugh werd door meerdere vrouwen beschuldigd van seksueel overschrijdend gedrag. Murkowski hield zich tijdens de stemming afzijdig, als een van twee Republikeinse senatoren. De andere senator was afwezig vanwege het huwelijk van zijn dochter.
Eind 2019 doorbrak Murkowski de gesloten opstelling van de Republikeinen met het oog op de komende behandeling van het "impeachment"-proces tegen president Trump in de Senaat. Omdat dit lichaam in de procedure de rol van rechter vervult, achtte zij het onjuist dat de meerderheidsleider Mitch McConnell naar zijn zeggen hierover voortdurend afstemming pleegt met het Witte Huis.
In 2021 riep zij, na de bestorming van het Capitool, Trump op om af te treden.
Alabama: Tuberville (R) · Britt (R)
Alaska: Murkowski (R) · Sullivan (R)
Arizona: Kelly (D) · Gallego (D)
Arkansas: Boozman (R) · Cotton (R)
Californië: Padilla (D) · Schiff (D)
Colorado: Bennet (D) · Hickenlooper (D)
Connecticut: Blumenthal (D) · Murphy (D)
Delaware: Coons (D) · Blunt Rochester (D)
Florida: R. Scott (R) · Moody (R)
Georgia: Ossoff (D) · Warnock (D)
Hawaï: Schatz (D) · Hirono (D)
Idaho: Crapo (R) · Risch (R)
Illinois: Durbin (D) · Duckworth (D)
Indiana: Young (R) · Banks (R)
Iowa: Grassley (R) · Ernst (R)
Kansas: Moran (R) · Marshall (R)
Kentucky: McConnell (R) · Paul (R)
Louisiana: Cassidy (R) · Kennedy (R)
Maine: Collins (R) · King (O)
Maryland: Van Hollen (D) · Alsobrooks (D)
Massachusetts: Warren (D) · Markey (D)
Michigan: Peters (D) · Slotkin (D)
Minnesota: Klobuchar (D) · Smith (D)
Mississippi: Wicker (R) · Hyde-Smith (R)
Missouri: Hawley (R) · Schmitt (R)
Montana: Daines (R) · Sheehy (R)
Nebraska: Fischer (R) · Ricketts (R)
Nevada: Cortez Masto (D) · Rosen (D)
New Hampshire: Shaheen (D) · Hassan (D)
New Jersey: Booker (D) · Kim (D)
New Mexico: Heinrich (D) · Luján (D)
New York: Schumer (D) · Gillibrand (D)
North Carolina: Tillis (R) · Budd (R)
North Dakota: Hoeven (R) · Cramer (R)
Ohio: Moreno (R) · Husted (R)
Oklahoma: Lankford (R) · Mullin (R)
Oregon: Wyden (D) · Merkley (D)
Pennsylvania: Fetterman (D) · McCormick (R)
Rhode Island: Reed (D) · Whitehouse (D)
South Carolina: Graham (R) · T. Scott (R)
South Dakota: Thune (R) · Rounds (R)
Tennessee: Blackburn (R) · Hagerty (R)
Texas: Cornyn (R) · Cruz (R)
Utah: Lee (R) · Curtis (R)
Vermont: Sanders (O) · Welch (D)
Virginia: Warner (D) · Kaine (D)
Washington: Murray (D) · Cantwell (D)
West Virginia: Moore Capito (R) · Justice (R)
Wisconsin: Johnson (R) · Baldwin (D)
Wyoming: Barrasso (R) · Lummis (R)
(D): Democraat · (R): Republikein · (O): Onafhankelijk
- Gemeinsame Normdatei: 1178500217
- International Standard Name Identifier: 0000 0000 4470 0907
- Library of Congress Control Number: no2004054933
- SNAC: w60q1q95
- Biographical Directory of the United States Congress: M001153
- Virtual International Authority File: 68642216
- WorldCat: E39PBJjCPrc6tmM8bXgBrp6kDq